# 迈松 (卡尔瓦多斯省)
迈松（法語：Maisons，法語發音：[mɛzɔ̃] ⓘ）是法国卡尔瓦多斯省的一个市镇，属于巴约区。

## 地理
迈松（49°19'4"N, 0°44'40"W）面积6.67 平方千米，位于法国诺曼底大区卡爾瓦多斯省，该省份为法国西北部沿海省份，北濒大西洋英吉利海峡，东北与滨海塞纳省以海上边界相接，东临厄尔省，南至奧恩省，西与芒什省接壤。
与迈松接壤的市镇（或旧市镇、城区）包括：科姆、埃特雷昂、贝桑港-于潘、叙利、贝桑地区图尔、欧尔河畔沃。

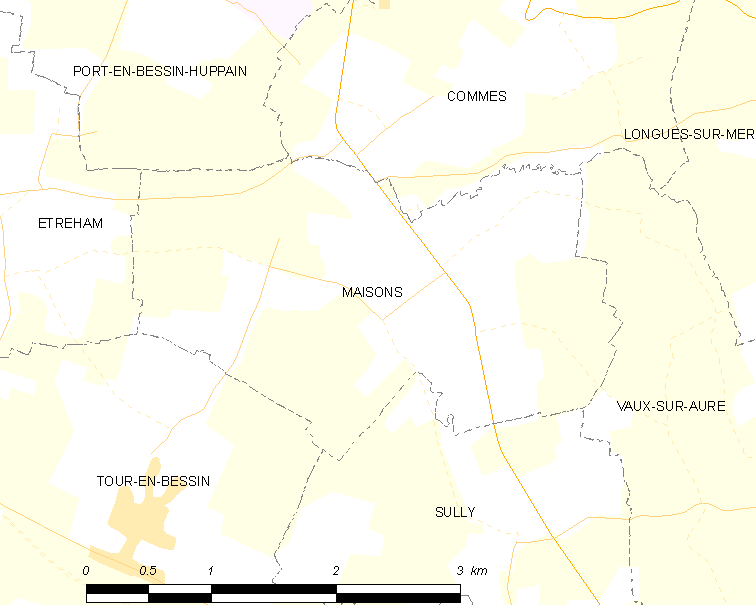
的OSM定位图

迈松的时区为UTC+01:00、UTC+02:00（夏令时）。

## 行政
迈松的邮政编码为14400，INSEE市镇编码为14391。

## 政治
迈松所属的省级选区为特雷维耶尔县。

## 人口

1962-2008年间人口变化图示

迈松于2022年1月1日时的人口数量为430人。